# أندرو ستيوارت (قاضي)
أندرو ستيوارت هو قاضي كندي، ولد في 16 يونيو 1812 في مدينة كيبك في كندا، وتوفي بنفس المكان في 9 يونيو 1891.